# Cirkumpoláris élőlény
Cirkumpolárisoknak azokat az élőlényeket nevezzük, amelyek jellemzően a sarkvidékeken (a sarkoktól nem túl nagy távolságra) élnek (cirkumpoláris = pólus körüli).
Az északi sarkvidék környékén élő fajokat gyakran cirkumboreálisaknak nevezik (cirkumboreális = boreális öv körüli). Ezek a fajok Eurázsiában és Észak-Amerikában egyaránt előfordulnak; elterjedési területük az északi hideg és mérsékelt éghajlati övre terjedhet ki.

## Cirkumboreális flóraelemek Magyarországon
A Magyarországon élő növényfajok mintegy 8%-a cirkumboreális. Tipikus, közismert cirkumboreális fajok:
- közönséges boróka (Juniperus communis),
- hamvas éger (Alnus incana),
- fürtös bodza (Sambucus racemosa),
- réti perje (Poa pratensis),
- málna (Rubus idaeus),
- mocsári gólyahír (Caltha palustris),
- erdei madársóska (Oxalis acetosella),
- fekete áfonya (Vaccinium myrtillus).
- vörös áfonya (Vaccinium vitis-idaea).
- tőzeg áfonya (Vaccinium oxycoccos).
- Közönséges tőzegrozmaring (Andromeda polifolia)